# Convento de Santo Domingo y San Pablo
El convento de Santo Domingo y San Pablo es un convento ubicado en la localidad española Las Navas del Marqués, en la provincia de Ávila.

## Historia

### Fundación
A iniciativa de los primeros marqueses de Las Navas (Pedro Dávila y Zúñiga y su esposa María Enríquez de Córdoba), se colocó la primera piedra el día de San Pablo de 1546 y la Orden de Predicadores tomó posesión de la iglesia, aún en obras, en 1547, siendo el primer prior fray Alonso Rubio, vicario de Villafranca de la Sierra.
Desavenencias entre la comunidad de religiosos y la segunda marquesa de Las Navas, Jerónima Enríquez de Guzmán, provocaron la salida de los frailes entre 1581 y 1610. En ese año el convento se transformó en Colegiata. Entonces los frailes regresaron. En 1751, se crea una escuela de Gramática. En un "Libro Catastro de Las Navas del Marqués", se recogía que la comunidad estaba formada por el prior Fray Manuel Lázaro, un superior, y veinte frailes, teniendo como propiedades dos casas, varios censos, un tinte con dos calderas, tres prados, una huerta, 307 ovejas, 67 carneros y una mula. Del común se satisfacían a este convento 1250 reales al año por una Cátedra de Gramática.

### sigloXIX

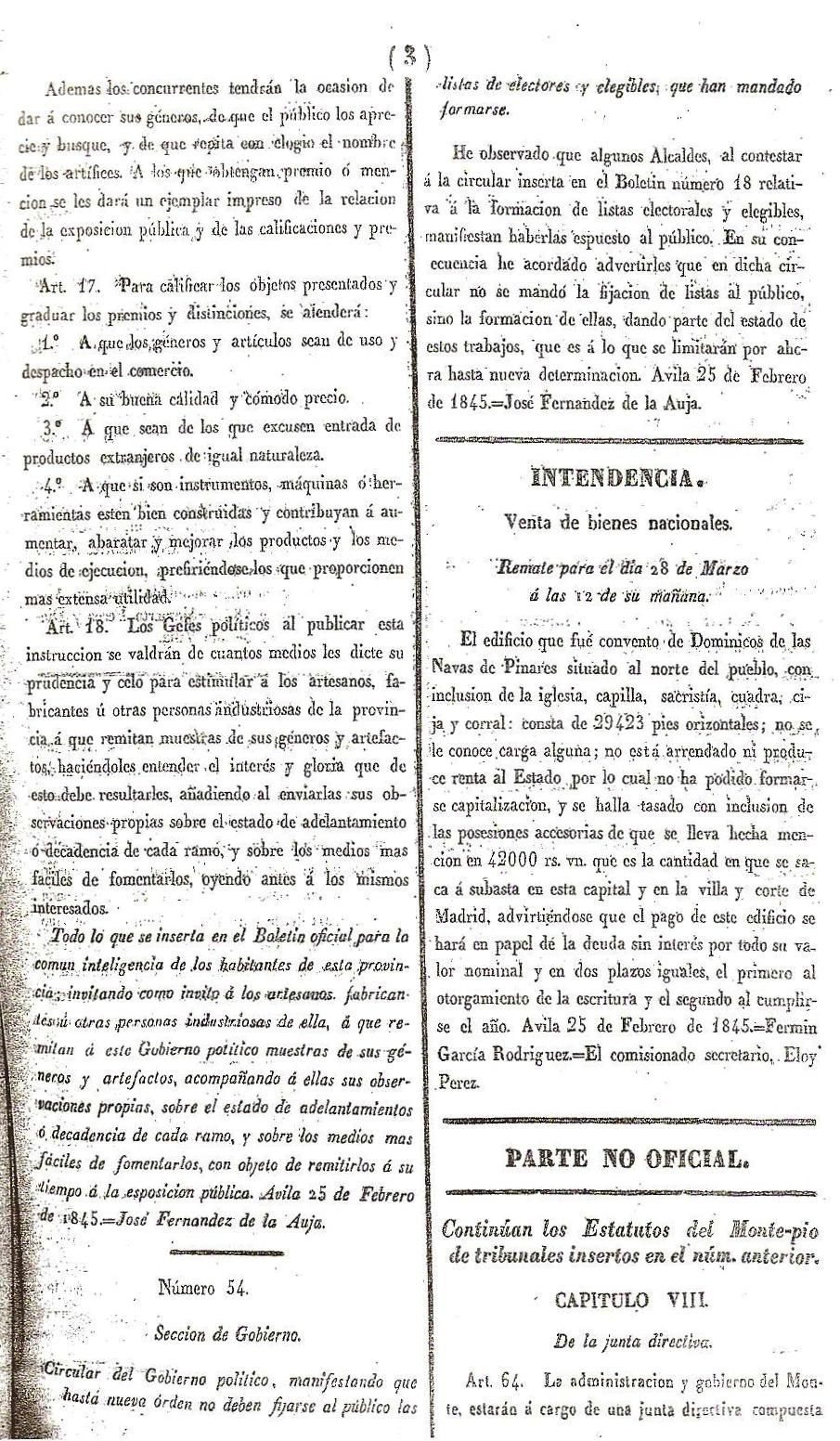
Boletín Oficial de la Provincia de Ávila, marzo de 1845.

José Bonaparte ordenó la exclaustración de los frailes en 1809 y en 1812 fue saqueado por tropas francesas llegadas desde El Espinar. Tras la Guerra de la Independencia los frailes retornaron en 1814, pero el convento fue abandonado en 1837 como consecuencia de la desamortización de Mendizábal. Durante ésta todos los bienes subastados en el término de Las Navas eran pertenecientes a los Dominicos. 
El 14 de octubre de 1842 se subastaron las siete primeras suertes. Las tres primeras formaban "Prado Grande" (actualmente prado de los frailes), adquirido por Andrés Bernaldo de Quirós por 84.000 reales, el prado de "la Noria" vendido por un precio de 70.000 reales también a Andrés Bernaldo de Quirós; Victoriano Grande compró a su vez la finca de "Santa Catalina o San Antonio" por 8.000 reales y la última suerte subastada fue comprada por Pedro Bernaldo de Quirós por 4.200 reales.
El 28 de marzo de 1845, a las doce de la mañana, se subastó el "edificio que fue antiguo convento de dominicos de Las Navas del Marqués", incluyendo la iglesia, capilla, sacristía, cuadra, cija y corral, el cual constaba de 29.423 pies horizontales. Tasado en 42.000 reales es adquirido por un vecino del pueblo, Andrés Segovia, como mejor postor por la cantidad de 200.040 reales abonados en dos plazos.
La reina Isabel II, atendiendo a las súplicas del Ayuntamiento de Las Navas, cedió por Real Orden de 3 de abril de 1847 la iglesia, capilla, sacristía y portería del convento, para aplicarlo a la parroquia, rebajando el valor de la tasación en que había sido adjudicada la totalidad, quedando en 107.164 reales. 
Tras la queja del comprador por no dejarle entrada a los terrenos adquiridos, por Real Orden del 6 de noviembre de 1849, se resuelve el conflicto, dividiendo la portería para colocar dos puertas, la inmediata a la iglesia para el Ayuntamiento y la otra para el comprador.

### sigloXX

Fachada del Convento.

Tras todas estas series de hechos, el convento quedó abandonado a su suerte. Al no haber nadie que lo protegiese, empezaron los saqueos, como ha ocurrido y sigue ocurriendo en otros tantos monumentos que han sido olvidados.
Durante la Guerra Civil el teniente coronel Julio Mangada, al pasar por el pueblo, decretó el traslado de la bellísima lauda de bronce de los Primeros Marqueses de Las Navas, obra de Pompeo Leoni, al Museo Arqueológico Nacional, y también la reja del altar, que ahora se encuentra a la entrada del citado museo. 
El Ministerio de Cultura declaró el convento monumento histórico artístico en 1982.
Desde entonces el convento sigue en constante deterioro, ya que los fríos y crudos inviernos, en contraste con el calor del verano, estropean la piedra.
Pero hace unos años, se dio un hecho pintoresco y que dio origen a que se creara una gran espectación que llegó a tener difusión nacional. Se propagó el rumor de que durante la noche salían de las paredes unos sonidos extraños, cuya procedencia era desconocida, y que algunas gentes imaginativas o aficionados al esoterismo, atribuían a los murmullos y suspiros de los frailes muertos. Después de varios días de cábalas, se llegó a descubrir que tales sonidos no procedían de ultratumba, sino que procedían de unas lechuzas que durante la noche hacían de las paredes del convento su lugar de descanso.
Un suceso similar e este aconteció en 1577, en el, entonces en obras de construcción, Real Monasterio de El Escorial, en cuyo episodio intervino el segundo marqués de Las Navas, Don Pedro Dávila y Córdoba. Y fue el caso que, con motivo de unas protestas de albañiles que trabajaban en el monasterio, se oían voces siniestras que asustaron a los trabajadores. Una madrugada de agosto y encontrándose los monjes en maitines, se oyeron unos espantosos sonidos que dieron lugar a la suspensión del rezo. El padre Villacastín se dirigió al lugar de donde partían tales ruidos, que justo era debajo de las habitaciones del monarca, encontrándose un sabueso de pelo negro y ojos aterrorizados, propiedad del Marqués de Las Navas, que al estar perdido y lejos de su amo, emitía lastimosos aullidos. 
El can fue ahorcado en el patio de los Evangelistas. Felipe II, a la mañana siguiente, al pasar por este patio acompañado de su corte y de D. Pedro Dávila, se dirigió a él preguntándole: "¿Supongo que habréis sentido la muerte de vuestro sabueso?", a cuya pregunta respondió el marqués: "Sabéis Majestad el estima que le tenía, mas si una muerte llega acallar las lenguas difamadoras del honor de su Alteza y de los Reverendos Padres, me doy por satisfecho".
Este relato fue narrado por escrito por fray Juan de San Jerónimo, testigo ocular de lo sucedido.

## El Edificio

Lauda de los Primeros Marqueses de Las Navas, de Pompeo Leoni.

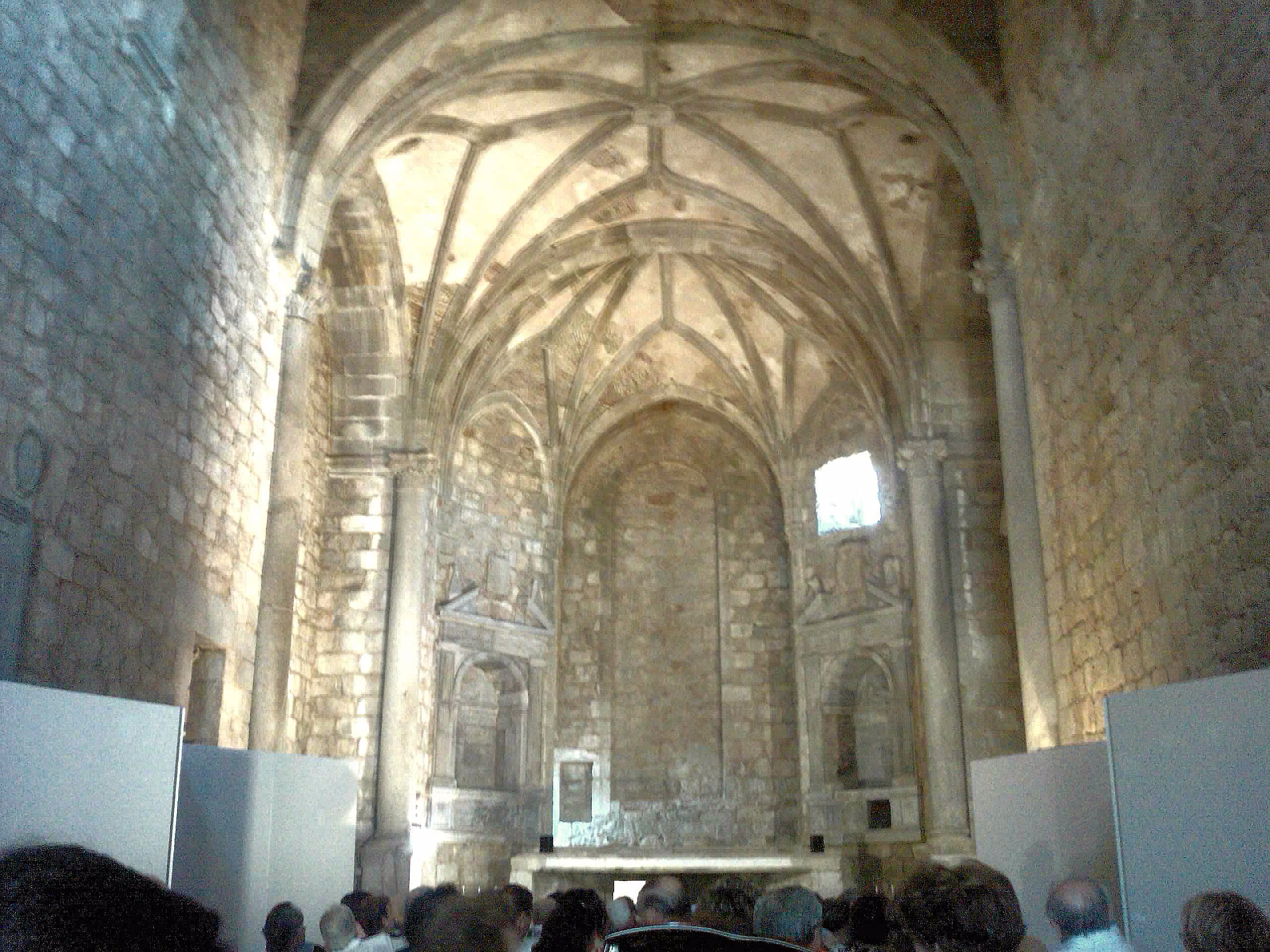
Interior del Convento, la Iglesia.

La decoración en su conjunto es sobria y en ella perfectamente se observa el estilo herreriano. Al estar la localidad tan cerca de El Escorial, se le atribuye a fray Juan de Villacastín, discípulo de Juan de Herrera.
Los muros son de cantería de granito grande pero irregular, salvo en la fachada, con cadenas de sillares en contrafuertes y ángulos.

### Fachada
La fachada está decorada a base de placados de formas regulares. En la parte superior figura un óculo en el centro, flanqueado por los escudos de los Marqueses de Las Navas. Al final de la fachada hay un frontón en el que en el centro figura el escudo de los Dominicos.

### Interior
La iglesia es una obra arquitectónica notable. La planta es de cruz latina con tres naves. La principal está sostenida por cuatro columnas clásicas de ocho metros de altura, basa ática y capitel corintio, montados sobre dados de dos metros de altura. La cubierta es de una bóveda de crucería con terceletes y sus claves decoradas con los escudos del marquesado. Las naves del transepto son más estrechas y están cubiertas por bóvedas de cañón
El crucero es destacado y la cabecera poligonal. El conjunto de esta se encuentra elevado a modo de escenario donde está el altar, a unos dos metros de altura, y bajo el altar, se abre un espacio que contenía el sepulcro de los primeros marqueses de Las Navas, destacando la Lauda de Bronce, obra de Pompeo Leoni.
En las dos paredes contiguas a las que ocupaba en su día el retablo, hay sendos nichos sepulcrales, idénticos, en mármol gris. Constan de un pedestal sobre el cual se alzan unas hornacinas con pilares y jambas funerarias, obra que tal vez haya salido también de los cinceles de Pompeo Leoni.
En el transepto derecho se encuentra la capilla del Santísimo, de forma cuadrada y cubierta por una magnífica cúpula de sillería. Esta capilla tenía a su entrada una magnífica reja de hierro, hoy perdida.
En frente de esta capilla, se alza la puerta principal de paso, entre la iglesia y el convento, y detrás de esta se encontraba el claustro, actualmente inexistente. La sacristía y la sala capitular se situaban junto al claustro.
El altar y el resto de la nave estaba separado por una notable reja de hierro que hoy se encuentra en el Museo Arqueológico Nacional.
El suelo de la iglesia era de losas de granito, y hacia la cabecera se encontraban tumbas de frailes.
La iglesia era oscura ya que no tiene muchas ventanas, y la parte de la bóveda de la parte del final de la nave estaba recubierta de madera, a excepción del resto que era de granito.

## Recuperación y restauración
El 31 de marzo de 2004, el Ayuntamiento de Las Navas del Marqués compró el convento al obispado. La Diócesis de Ávila accedió a la enajenación del inmueble, a cambio de un donativo de 132.225 euros a la Iglesia Parroquial de San Juan Bautista, de la misma localidad.
El templo sólo podrá albergar actividades respetuosas con la Iglesia católica. El Ayuntamiento ha iniciado su restauración para destinarlo a usos culturales y se han comprometido a gestionarlo junto con la Junta de Castilla y León y el Ministerio de Cultura.
Hasta el momento sólo se ha limpiado la fachada, quedando actualmente más vistosa y protegida; se ha cubierto la iglesia con tejado y por debajo de este se ha colocado un material de imitación a la madera, con lo que se consigue, afortunadamente, que el convento pueda aguantar en pie unos años más.
Una de las exposiciones que tiene lugar en el convento es Artenavas, además de conciertos y otras actividades.
|  |  |  |